# Japhet N'Doram
Japhet N'Doram (Yamena, Chad, 27 de febrero de 1966) es un exfutbolista chadiano que se desempeñaba como delantero y está considerado uno de los mejores futbolistas de la historia de su país. Tuvo también una breve carrera de entrenador.

## Clubes
| Club             | País    | Año         |
| ---------------- | ------- | ----------- |
| Tourbillon FC    | Chad    | 1984 - 1988 |
| Tonnerre Yaoundé | Camerún | 1988 - 1990 |
| FC Nantes        | Francia | 1990 - 1997 |
| AS Mónaco        | Mónaco  | 1997 - 1998 |

- Datos: Q982887